# Моштаница (тврђава)
Моштаница је била средњовјековна утврда, са подграђем (тргом) у југозападном дијелу Никшићког поља. По старијим записима налазила се на сат хода од Никшића, на путу према Приморју. На том локалитету, код цркве светог Томе, пронађено је велико гробље, са већим каменим плочама (неке у облику саркофага, са орнаментима) обрађиваним у средњем вијеку. По народном предању, Моштаница је била трговачка варош (трг) али је имала зидине и двије одбрамбене куле (чији је материјал вјероватно коришћен за обнову оближњег Оногошта). Народно предање и пјесма, везују име овог утврђеног трга за прво појављивање Османлија и њихово освајање земаља херцега Стефана Вукчића Косаче и Оногошта (данашњег Никшића).